# Witte Toren (Thessaloniki)

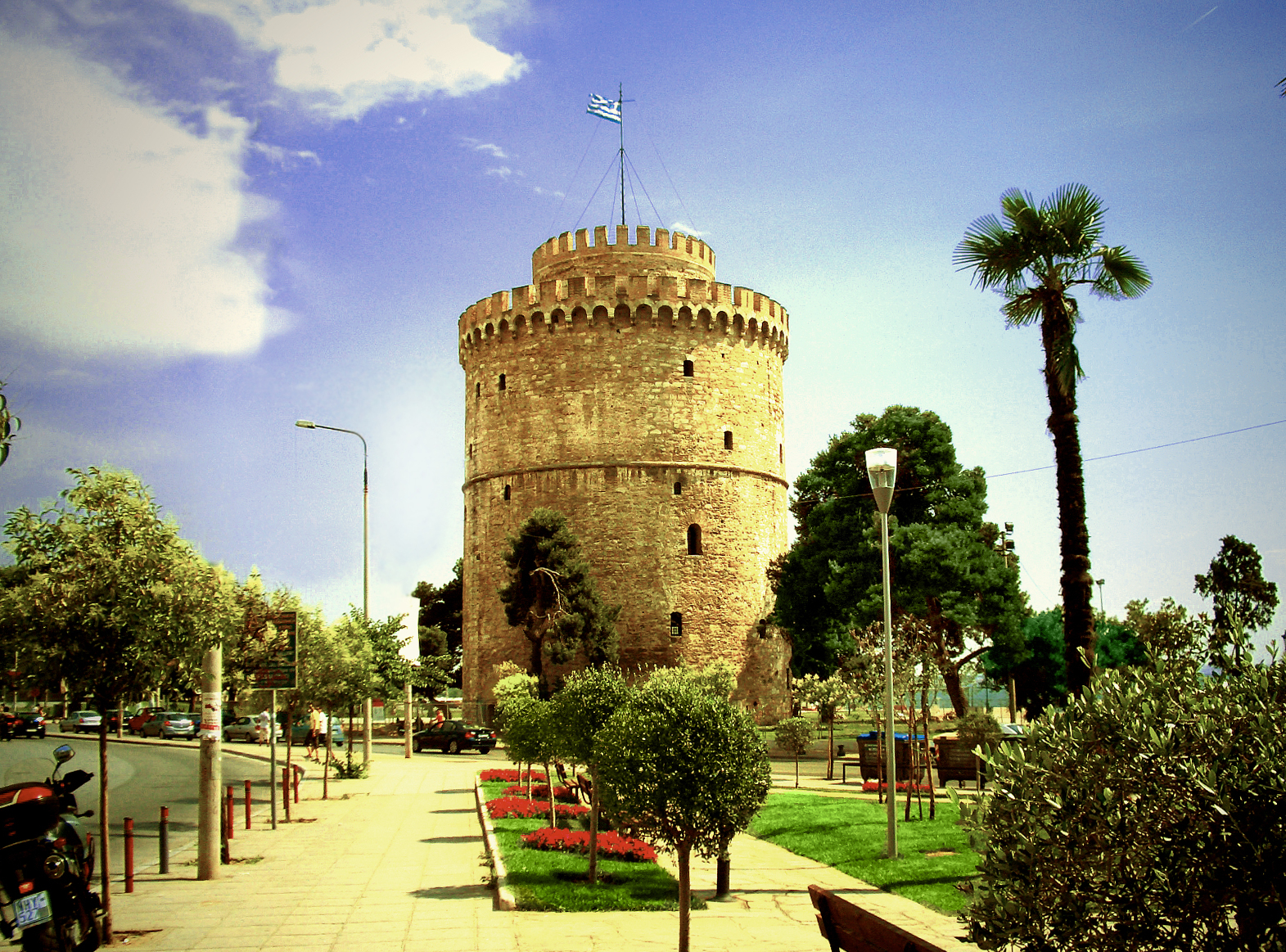
De witte toren van Thessaloniki

De Witte Toren (Grieks: Λευκός Πύργος Lefkos Pyrgos) is een monument en museum aan de waterkant van de Griekse stad Thessaloniki. Het is een van de bekendste bezienswaardigheden van de stad en wordt vaak als symbool voor de stad gebruikt.
De toren werd in de 15e eeuw gebouwd door de Ottomanen als verdedigingstoren in de haven. Later werd het een gevangenis en een plek waar massaexecuties werden uitgevoerd. Nadat de Grieken de stad in 1912 overnamen werd de toren witgekalkt.
De toren is 27 meter hoog en op de top staat nog een torentje van 6 meter hoog, samen is de toren dus 33 meter hoog. De diameter op de grond is 23 meter.
- Gemeinsame Normdatei: 1076934366
- Library of Congress Control Number: sh2016000274
- Nationale Bibliotheek van Israël: 987007417307205171
- Réseau des bibliothèques de Suisse occidentale: 02-A012887971
- Union List of Artist Names: 500309591
- Virtual International Authority File: 144823938